# 우로두스과
우로두스과(Urodidae)는 나비목에 속하는 곤충과의 하나이다. 우로두스상과(Urodoidea)의 유일한 과이며, 유럽에서 발견되는 옥키아속(Wockia) 나방을 포함하여 3개 속으로 이루어져 있다.

## 분류
이전에는 우로두스과를 집나방상과(Kyrki, 1984, 1988)에 포함시켜 분류하였고, 갈락티카과(Heppner, 1991, 1997) 또는 유리나방상과(Heppner, 1998)에 묶어서 분류하기도 했다. 나비목 난이문류 분기군의 가장 아랫 부분으로 분류(Dugdale et al., 1999) (즉, 옵텍토메라류(Obtectomera)에 속하지 않는다. 하지만, 가장 밀접한 유연 관계는 아직 알려지지 않았으며 DNA 염기서열 분석을 통해 이 의문이 해결되기를 기대하고 있다.
- Adixoana Strand, [1913]
- Spiladarcha Meyrick, 1913
  - = Anchimacheta Walsingham, 1914
- Urodus Herrich-Schäffer, 1854
  - = Aperla Walker, 1856
  - = Paratiquadra Walsingham, 1897
  - = Pexicnemidia Möschler, 1890
  - = Trichostibas Zeller, 1863
- Wockia Heinemann, 1870
  - = Patula Bruand, 1850
  - = Pygmocrates Meyrick, 1932